# Ombra (racconto)
Ombra (Shadow: A Parable) è un racconto breve dell'orrore scritto da Edgar Allan Poe nel 1835, e pubblicato per la prima volta su The Southern Literary Messenger nel settembre dello stesso anno, prima di essere incluso nella raccolta Racconti del grottesco e dell'arabesco nel 1840.

## Trama
La storia è raccontata da un'anima passata nell'Inferno da molti secoli. Si tratta del greco Oinos, il quale assieme a sei amici si trova una sera in una casa della città di Tolemaide. Gli ospiti stanno banchettando allegramente, recitando alcuni versi del poeta Anacreonte e bevendo coppe e calici di vino rosso di Chio in una sala cui si accede solo da una colossale porta di bronzo chiusa dall'interno e ricca di neri drappeggi, alla presenza inoltre del cadavere del giovane Zoilo disteso e avvolto in un sudario, dal volto irriconoscibile a causa della peste che da poco tempo l'ha ucciso, tanto che negli occhi ancora brilla una pallida luce.
Oinos comincia a sentire un'oscura presenza, forti brividi gli percorrono la schiena, ed ecco che all'improvviso, dai drappi scuri, emerge un'ombra indistinta, né di un uomo né di un Dio, la quale si ferma davanti alla facciata della porta, da dove può toccare i piedi del morto. Oinos incuriosito chiede all'ombra quale sia il suo nome e dove dimori. L'ombra risponde che la sua dimora è «vicino alle catacombe di Tolemaide, poco lontano dagli oscuri campi dell'Eliso, che costeggiano le torbide e tristi acque del canale di Caronte», e che il suo nome è «OMBRA».  I sette astanti balzano inorriditi dalle sedie, perché la voce udita, di sillaba in sillaba, è modulata con gli accenti non di un singolo individuo, ma di una moltitudine, di migliaia di persone defunte a loro care.